# Ustrój polityczny Iraku

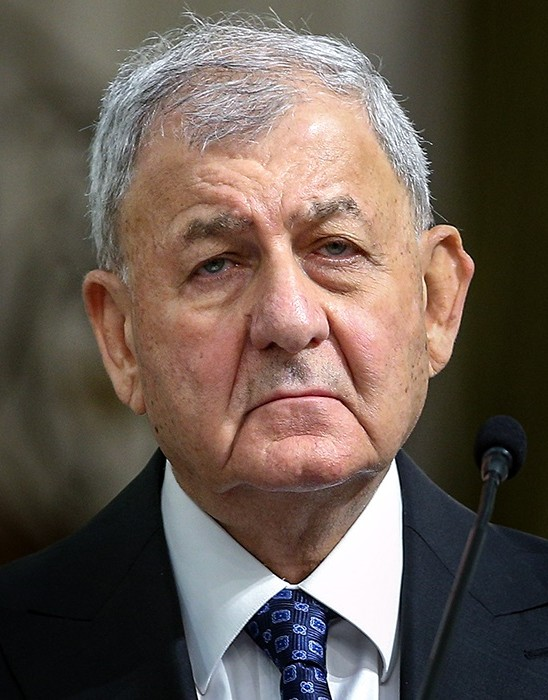
Abdul Latif Raszid – prezydent Iraku

W latach 1979–2003 rządy dyktatorskie w Iraku sprawował Saddam Husajn, obalony przez zjednoczone siły koalicyjne w tzw. II wojnie w Zatoce Perskiej. Wprowadzono demokrację parlamentarną, a Irak został republiką federalną z silną władzą prowincji i autonomiczną jednostką administracyjną – Kurdystanem.
Władzę ustawodawczą zgodnie z konstytucją z 2005 r. sprawuje dwuizbowy parlament, w skład którego wchodzą:
- Rada Reprezentantów (Majlis an-Nuwwab),
- Rada Federacji (Majlis al-Ittihad).

W skład Rady Reprezentantów wchodzi 328 posłów wybieranych na 4 lata w wyborach powszechnych, bezpośrednich i proporcjonalnych. Głosy przydzielane są według skomplikowanego algorytmu, który ma za zadanie zapewnić poszczególnym prowincjom minimalne ilości reprezentantów nawet w wypadku bardzo niskiej frekwencji w danych prowincjach. Rada Federacji (z niewielkimi uprawnieniami) składa się z reprezentantów delegowanych przez poszczególne prowincje (określona liczba reprezentantów z każdej prowincji).
W skład władzy wykonawczej wchodzą Prezydent Iraku, który wybierany jest przez Radę Reprezentantów większością ponad 2/3 głosów, oraz przedstawiony przez niego Radzie i zatwierdzony przez nią większością ponad 50% głosów Premier Iraku. Prezydent ma 2 zastępców, a cała prezydencka trójka musi składać się z Kurda, Araba sunnity i Araba szyity. Obecnie prezydentem jest Kurd Abdul Latif Raszid, a premierem szyita Muhammad Szija as-Sudani. Przed nim tę funkcję sprawował Mustafa al-Kazimi.
Władzę sądowniczą sprawują niezawisłe sądy z Federalnym Sądem Najwyższym i stojącą nad nim Wyższą Radą Sądowniczą. W terenie rząd reprezentuje 18 gubernatorów prowincjonalnych. Prowincje posiadają własne rady i władzę wykonawczą, ale już nie władzę sądowniczą.
Autonomiczny Region Kurdystanu składa się z 3 północnych prowincji z własnym parlamentem (111 przedstawicieli w tym 11 miejsc dla mniejszości niekurdyjskich). Region posiada własnego prezydenta i premiera wybieranego przez parlament. Prowincje regionu podlegają zarówno rządowi centralnemu (bezpośrednio), jak i rządowi regionu.